# Magnolia (pel·lícula)
Magnolia és una pel·lícula estatunidenca, escrita i produïda per Paul Thomas Anderson, que aparegué l'any 1999. És una paràbola de les relacions humanes, els enllaços, el passat, els dolors, les coincidències.

## Argument
Earl Partridge, magnat de la premsa, vell i malalt, morirà ben aviat. Demana al seu infermer que trobi el fill que un dia va abandonar.

## Repartiment
- Julianne Moore: Linda Partridge
- Tom Cruise: Frank T.J. Mackey
- Pat Healy: Sir Edmund William Godfrey
- Philip Seymour Hoffman: Phil Parma
- William H. Macy: Donnie Smith
- John C. Reilly: Jim Kurring
- Alfred Molina: Solomon Solomon
- Luis Guzmán: Luis

## Pressupost
El pressupost inicial de 20 M€ fou augmentat fins a 35 M€ després de contractar Tom Cruise (amb una reducció de 7 M€ del seu salari habitual de 20 M€, a canvi d'una participació en els beneficis). Finalment, resultà en uns 42 M€ finals.

## Premis
- Globus d'Or al millor actor secundari per a Tom Cruise l'any 2000.
- Os d'Or a la millor pel·lícula al 50è Festival de Cinema de Berlín el 2000.
- Premi Principal FIPRESCI 2000.